# Maison Au Vieux Marché
La maison Au Vieux Marché  est un immeuble classé situé dans le centre de la ville de Marche-en-Famenne en Belgique (province de Luxembourg). 

## Localisation
L'immeuble est situé à Marche-en-Famenne, au no 15 de la rue du Commerce, à côté de la maison Jadot (Famenne & Art Museum). A gauche de la maison, se trouve un passage charretier menant à la venelle du Docteur Ledoux et au jardin des Carmes.

## Historique
Quatre ancres de façade datent celle-ci de 1800 mais cette année pourrait être celle d'une transformation de l'immeuble. Le passage charretier rendu possible par un portail cintré a été conçu au cours de la première moitié du XVIIIe siècle et les deux baies de l'étage lors de la seconde  moitié du XVIIIe siècle.

## Description
La bâtisse est réalisée en moellons de pierre calcaire pour le soubassement, les encadrements des baies et les angles du bâtiment et en brique pour le reste de la façade. Elle possède quatre travées et deux niveaux (un étage). À l'origine, le bâtiment était chaulé. Les baies vitrées sont presque jointives sous linteaux droits et avec montants harpés. Sous la corniche, quatre petits oculi surmontent les baies de l'étage. Une toiture en ardoises à quatre pans couvre la demeure. 